# Ракицкий, Николай Петрович
Николай Петрович Ракицкий (11 ноября 1888 года, Евпатория, Таврическая губерния — 1979) — русский советский учёный-агроном, ботаник, филолог, литератор, коллекционер, меценат. Почётный гражданин города Тарусы.

## Биография
Николай Ракицкий родился 11 ноября 1888 года в городе Евпатория, в то время — Таврической губернии, в семье псаломщика.
В 1907 году окончил полный курс мужской гимназии там же и в том же году поступил на филологический факультет Императорского Киевского университета. Ушёл из университета в 1910 году, продолжил обучение в сельскохозяйственной академии в Баварии (1910—1912), ещё в детстве будущий учёный работал в персиковом саду своего дяди и полюбил садоводство.
В 1912—1913 годах работал на практике в Швейцарии и Франции.
С 1922 года с семьёй жил в Москве, а с 1926 года — в Тарусе, где построил дом и заложил на пустыре сад. Главной задачей ставил удачную акклиматизацию растений из других климатических зон созданием максимально благоприятных условий для роста и развития растений. Благодаря его удачным экспериментам в Тарусе появился маньчжурский орех, кедр сибирский, сосна румелийская, ель Энгельмана, амурская сирень, татарский клён и многие другие растения. В разные годы занимал должность учёного секретаря Технической энциклопедии и был редактором разделов по сельскому хозяйству, работал старшим агрономом научно-технического совета Главного управления полезащитного лесоразведения при Совете Министров СССР.
В 1963 году выступил инициатором создания в Тарусе картинной галереи, куда передал двести предметов, среди которых русская и западноевропейская живопись, фарфор, фаянс, стекло, фрагменты старинного кружева, картины Брюллова, Айвазовского, Кустодиева, Врубеля, Остроумовой-Лебедевой, а также портрет жены, написанный в Париже.
В 1967 году удостоен звания «Почётный гражданин города Тарусы». В городе чтут его память.
Николай Петрович Ракицкий ушёл из жизни в 1979 году, похоронен в Москве на Новодевичьем кладбище (открытый колумбарий № 117)
С 1920 года был женат на писательнице Софье Федорченко (1880—1959), как члену Союза писателей СССР ей была предоставлена квартира в доме писателей в Лаврушинском переулке (д. 17)..
Сад-дендрарий Н. Ракицкого в Тарусе возрождается, помощь оказывают известное ландшафтное бюро, которое создавало парк «Новая Голландия» в Петербурге, и филиал Тимирязевской академии в Калуге. В доме Ракицкого (Улица Шмидта, д. 38) 1 мая 2022 года открыт музей, проводятся различные мероприятия. Экспонаты из коллекций Н. П. Ракицкого есть в собрании городского краеведческого музея (Музейно-краеведческий центр «Дом Позняковых»). В 2021 году часть улицы Шмидта от д. 40 до д. 1 по улице Спиридонова переименовали в улицу Ракитского.